# De Kikkers
De Kikkers is een attractie in het Belgische attractiepark Plopsaland Belgium en opende op 2 april 2007. Samen met De Konijntjes maakt de attractie deel uit van de vernieuwde Ploptuin.
Bezoekers kunnen plaatsnemen in een van de zes gondels in de vorm van kikkers. Elke gondel bestaat uit twee rijen. In elke gondel kunnen er 4 kinderen plaatsnemen. Er mag maximaal één volwassene in een gondel zitten, deze dient achteraan te zitten. Kinderen kleiner dan 1 meter dienen begeleid te worden door een volwassene.
De attractie is van het type Jump Around van de Italiaanse fabrikant Zamperla. Tijdens de rit draaien de kikkers rond en springen ze rustig op en neer.

## Trivia
- Bij de opening van De Kikkers was het enige extra aanwezige decoratiedeel het beeld van Kabouter Smal in het midden van de attractie. Op het middenstuk van de attractie waren toen grassprieten geschilderd. Later werden er fysieke decoratiedelen van grassprieten en bloemetjes toegevoegd. Ook werden de plopmutsen op de kikkers pas later toegevoegd. In 2015 werden de grassprieten in het midden vervangen door blaadjes.
- Op rustige dagen is De Kikkers afwisselend open met De Eenden.
- Het originele ontwerp van de Jump Around bestaat uit autootjes in plaats van kikkers. De versie met kikkers werd in 2005 op vraag van Plopsa speciaal ontworpen voor Plopsa Indoor Hasselt.
- In Plopsa Indoor Hasselt, Plopsa Indoor Coevorden, Plopsaland Deutschland, Majaland Kownaty, Majaland Praha, Majaland Warszawa, Majaland Gdańsk en Plopsa Station Antwerp bevinden zich attracties van hetzelfde type. Ze hebben overal de vorm van kikkers, maar ze kennen verschillende thema's. Het exemplaar in Hasselt kent hetzelfde thema als in De Panne, Kabouter Plop. De exemplaren in Coevorden en Antwerpen zijn in thema van Bumba. De exemplaren in Duitsland en Polen staan in thema van Maya de Bij. Het exemplaar in Praag kent geen specifiek thema.

Afbeeldingen